# 河辺麻呂
河辺 麻呂（かわべ の まろ）は、飛鳥時代の豪族。姓は臣。冠位は小錦下。

## 出自
河辺氏（川辺氏）は、『新撰姓氏録』右京皇別上によると、蘇我氏と先祖を等しくする氏族で、その名前は河内国石川郡河野辺（現在の大阪府南河内郡千早赤阪村）によるものである。同族に、『日本書紀』巻第十九の欽明天皇23年7月条（562年）に名前のあがっている河辺臣瓊缶（かわべ の おみ にえ）、巻第二十二の推古天皇31年是歳条（623年）で征新羅副将軍の1人とされた河辺臣禰受（かわべ の おみ ねず）、巻第二十七にある白村江の戦いで百済救援軍の将軍になった河辺百枝などが存在する。主として対外関係の方面で活躍した一族である。

## 記録
麻呂の名前が出てくるのは、以下の二箇所のみである。『書紀』巻第二十五にある白雉5年（654年）の条の
そして、一行は新羅道(北路）経由で河南路萊州に到着し、長安に至って天子（みかど、ここでは3代目皇帝・高宗）に謁見した。その折に、東宮監門郭丈拳（かくじょうきょ）の問いに従って、彼らは日本の地理と国が誕生した時の神の名前について解答した。
ここで、高向玄理（たかむこ の くろまろ）の遣唐使における地位が「押使」となっているが、これは使者の身分が高い場合に用いる用語で、大使より身分は上である。しかし、この後、玄理は大唐の地でなくなってしまう。
なお、この時のことは『旧唐書』には、永徽5年12月に、倭国が瑪瑙（めのう）を献上したというふうに載せられている。
その後、『書紀』巻第二十六には、
とあり、計1年半の留学を終えて帰国した。彼らより先に、白雉4年（653年）に遣使された高田根麻呂の遣唐船は薩摩国と竹嶋の間で難破して、120人中生存者が僅か5名という有様であったので、かなり運が良かったことが分かり、そのような危険な状態の中で、連続して渡海していった当時の朝廷の官人や貴族は賞賛に値すべきもので、新しい国家を形成する熱気に満ち溢れていたと、直木孝次郎は述べている。
以上が河辺麻呂についての記録のすべてである。
川辺臣一族は、天武天皇13年（684年）11月の八色の姓で、第2位の「朝臣」の姓を賜姓されている。